# Hipótese do jardim zoológico

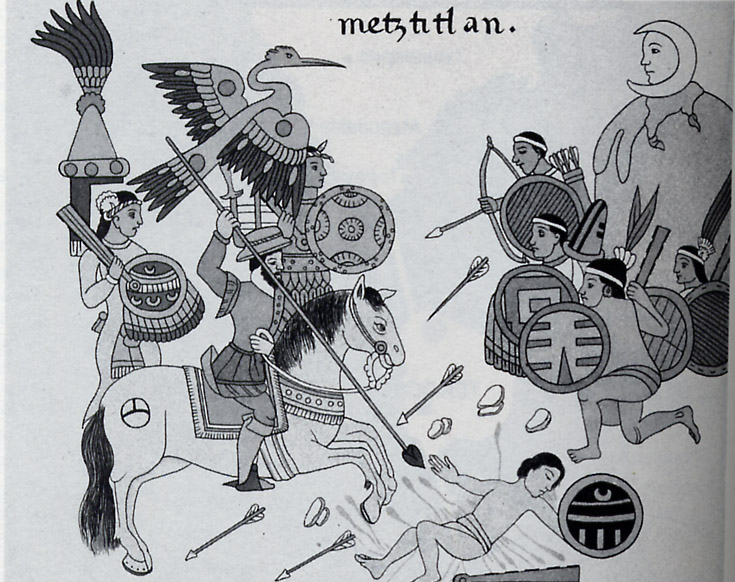
O impacto catastrófico de uma civilização evoluída tecnologicamente sobre uma civilização menos evoluída é um dos argumentos científicos que sustentam a Hipótese do Zoológico. (Cerco a Tenochtitlan, pintura asteca de 1521).

Hipótese do jardim zoológico (do inglês Zoo Hypothesis) é uma das diversas conjecturas que surgiram em resposta ao Paradoxo de Fermi, relacionado à aparente falta de evidências que possam confirmar a existência de civilizações extraterrestres avançadas. Foi desenvolvida pelo astrônomo John A. Ball e publicada na revista Icarus: International Journal of Solar System Studies   em 1973. De acordo com esta hipótese, os extraterrestres, tecnologicamente avançados o suficiente para se comunicar com os terráqueos, já teriam encontrado a Terra, todavia, apenas observam a Terra e a humanidade remotamente, sem tentar interagir, como os pesquisadores observam animais primitivos à distância, evitando o contato direto para não perturbá-los.
A hipótese ainda sugere que poderiam estar ocorrendo outros estudos, de forma velada, por meio de instrumentos científicos de natureza alienígena, localizados em diversos locais do planeta Terra e em outras partes do Sistema Solar. Também é sugerido que o contato poderia ser estabelecido no momento em que a humanidade atingisse um determinado nível de desenvolvimento futuro.
O desenvolvimento desta hipótese é a da Quarentena Galática, na qual as civilizações extraterrenas esperam um determinado intervalo de tempo antes de contactar a humanidade até que esta alcance um determinado nível de desenvolvimento.

## Referências na ficção científica

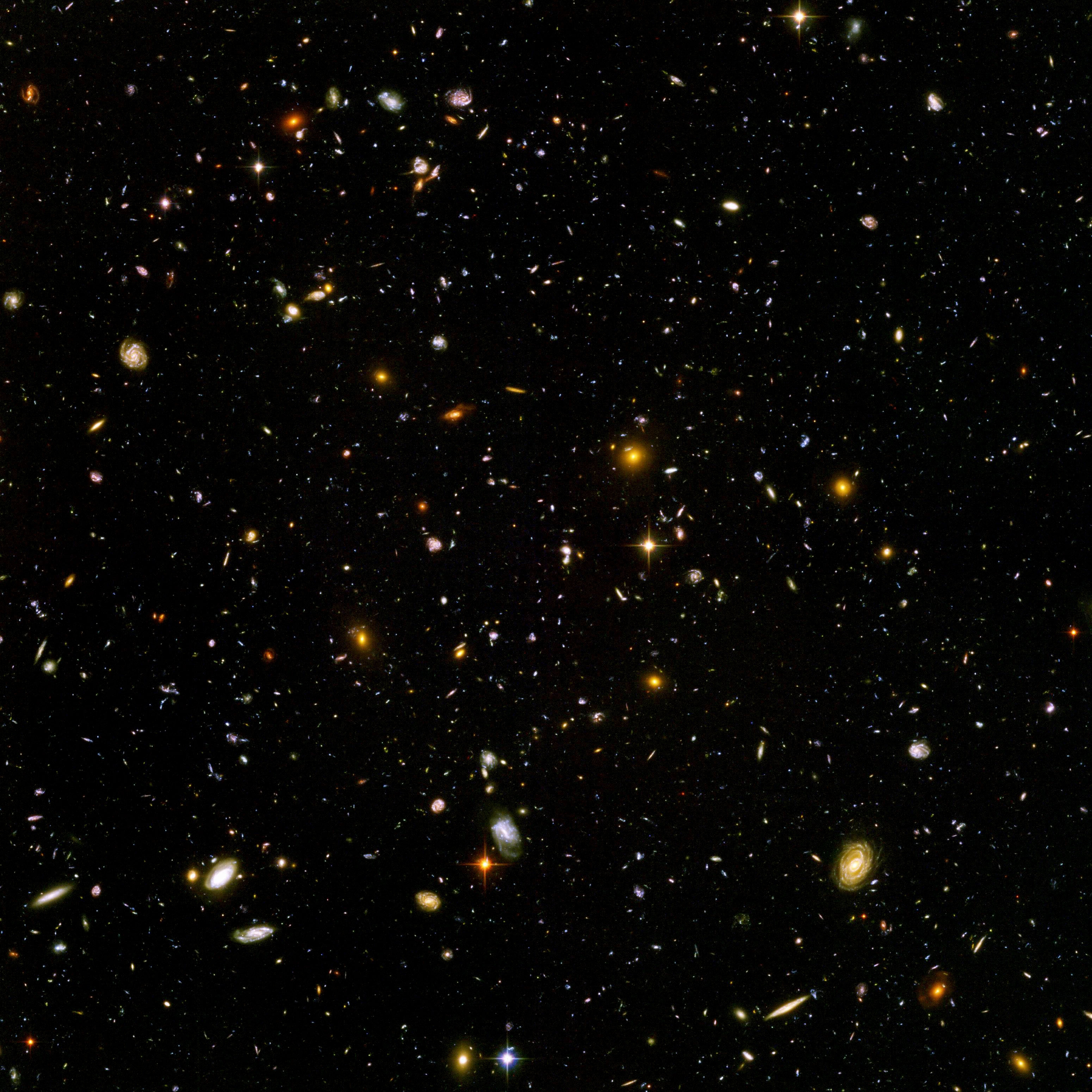
O Hubble Ultra Deep Field é uma imagem de uma pequena região do espaço situada na Constelação de Fornax, onde aparecem mais de 10 000 galáxias.